# Campionats Europeus de judo de 2014
El Campionat Europeu de Judo de 2014 van ser la 25a edició dels Campionats Europeus de judo, organitzats per la Unió de Judo Europeu, i celebrats a la ciutat de Montpeller (França) entre el 24 i el 27 d'abril de 2014.

## Resultats

### Masculí
| Event   | Or                     | Plata               | Bronze                                |
| −60 kg  | Beslan Mudranov        | Amiran Papinashvili | Hovhannes Davtyan · Ilgar Mushkiyev   |
| −66 kg  | Loïc Korval            | David Larose        | Mikhail Pulyaev · Dzmitry Shershan    |
| −73 kg  | Dex Elmont             | Ugo Legrand         | Rok Drakšič · Miklós Ungvári          |
| −81 kg  | Avtandil Tchrikishvili | Loïc Pietri         | Szabolcs Krizsán · Sven Maresch       |
| −90 kg  | Varlam Liparteliani    | Kirill Voprosov     | Alexandre Iddir · Krisztian Toth      |
| −100 kg | Lukáš Krpálek          | Elmar Gasimov       | Adlan Bisultanov · Cyrille Maret      |
| +100 kg | Teddy Riner            | Adam Okruashvili    | Andre Breitbarth · Marius Paskevicius |
| Equips  | Geòrgia                | Rússia              | Alemanya · França                     |

### Femení
| Event  | Or                  | Plata             | Bronze                                 |
| −48 kg | Éva Csernoviczki    | Amandine Buchard  | Maryna Cherniak · Kristina Rumyantseva |
| −52 kg | Majlinda Kelmendi   | Natalia Kuziutina | Andreea Stefania Chitu · Gili Cohen    |
| −57 kg | Automne Pavia       | Miryam Roper      | Sabrina Filzmoser · Telma Monteiro     |
| −63 kg | Clarisse Agbegnenou | Tina Trstenjak    | Agata Ozdoba · Anicka Van Emden        |
| −70 kg | Kim Polling         | Laura Vargas-Koch | Bernadette Graf · Barbara Matić        |
| −78 kg | Audrey Tcheumeo     | Marhinde Verkerk  | Abigél Joó · Lucie Louette Kanning     |
| +78 kg | Émilie Andéol       | Larisa Cerić      | Franziska Konitz · Jasmin Kuelbs       |
| Equips | França              | Alemanya          | Polònia · Eslovènia                    |

### Medaller
| Posició | País                 | Or | Plata | Bronze | Total |
| 1       | França               | 7  | 4     | 4      | 15    |
| 2       | Geòrgia              | 3  | 2     | 0      | 5     |
| 3       | Països Baixos        | 2  | 1     | 1      | 4     |
| 4       | Rússia               | 1  | 3     | 3      | 7     |
| 5       | Hongria              | 1  | 0     | 4      | 5     |
| 6       | Txèquia              | 1  | 0     | 0      | 1     |
| 6       | Kosovo               | 1  | 0     | 0      | 1     |
| 8       | Alemanya             | 0  | 3     | 5      | 8     |
| 9       | Eslovènia            | 0  | 1     | 2      | 3     |
| 10      | Azerbaidjan          | 0  | 1     | 1      | 2     |
| 11      | Bòsnia i Hercegovina | 0  | 1     | 0      | 1     |
| 12      | Àustria              | 0  | 0     | 2      | 2     |
| 12      | Polònia              | 0  | 0     | 2      | 2     |
| 14      | Ucraïna              | 0  | 0     | 1      | 1     |
| 14      | Belarús              | 0  | 0     | 1      | 1     |
| 14      | Croàcia              | 0  | 0     | 1      | 1     |
| 14      | Israel               | 0  | 0     | 1      | 1     |
| 14      | Lituània             | 0  | 0     | 1      | 1     |
| 14      | Portugal             | 0  | 0     | 1      | 1     |
| 14      | Romania              | 0  | 0     | 1      | 1     |
| 14      | Armènia              | 0  | 0     | 1      | 1     |
| Total   | Total                | 16 | 16    | 32     | 64    |

## Categories

### Masculina

#### –60 kg
| Posició | Nom                 | País |
| ------- | ------------------- | ---- |
| 1.      | Beslan Mudranov     | RUS  |
| 2.      | Amiran Papinashvili | GEO  |
| 3.      | Hovhannes Davtyan   | ARM  |
| 3.      | Ilgar Mushkiyev     | AZE  |
| 5.      | Ashley McKenzie     | GBR  |
| 5.      | Orkhan Safarov      | AZE  |
| 7.      | Arsen Galstyan      | RUS  |
| 7.      | Ludwig Paischer     | AUT  |

#### –66 kg
| Posició | Nom                  | País |
| ------- | -------------------- | ---- |
| 1.      | Loic Korval          | FRA  |
| 2.      | David Larose         | FRA  |
| 3.      | Mikhail Pulyaev      | RUS  |
| 3.      | Dzmitry Shershan     | BLR  |
| 5.      | Sugoi Uriarte Marcos | ESP  |
| 5.      | Georgii Zantaraia    | UKR  |
| 7.      | Adrian Gomboc        | SLO  |
| 7.      | Nijat Shikhalizada   | AZE  |

#### –73 kg
| Posició | Nom                  | País |
| ------- | -------------------- | ---- |
| 1.      | Dex Elmont           | NED  |
| 2.      | Ugo Legrand          | FRA  |
| 3.      | Rok Drakšič          | SLO  |
| 3.      | Miklós Ungvári       | HUN  |
| 5.      | Rustam Orujov        | AZE  |
| 5.      | Nugzari Tatalashvili | GEO  |
| 7.      | Enrico Parlati       | ITA  |
| 7.      | Zebeda Rekhviashvili | GEO  |

#### –81 kg
| Posició | Nom                    | País |
| ------- | ---------------------- | ---- |
| 1.      | Avtandil Tchrikishvili | GEO  |
| 2.      | Loic Pietri            | FRA  |
| 3.      | Szabolcs Krizsán       | HUN  |
| 3.      | Sven Maresch           | GER  |
| 5.      | Roman Moustopoulos     | GRE  |
| 5.      | Aliaksandr Stsiashenka | BLR  |
| 7.      | Antonio Ciano          | ITA  |
| 7.      | Diogo Lima             | POR  |

#### –90 kg
| Posició | Nom                 | País |
| ------- | ------------------- | ---- |
| 1.      | Varlam Liparteliani | GEO  |
| 2.      | Kirill Voprosov     | RUS  |
| 3.      | Alexandre Iddir     | FRA  |
| 3.      | Krisztian Toth      | HUN  |
| 5.      | Joakim Dvarby       | SWE  |
| 5.      | Shahin Gahramanov   | AZE  |
| 7.      | Karolis Bauza       | LTU  |
| 7.      | Zviad Gogotchuri    | GEO  |

#### –100 kg
| Posició | Nom               | País |
| ------- | ----------------- | ---- |
| 1.      | Lukáš Krpálek     | CZE  |
| 2.      | Elmar Gasimov     | AZE  |
| 3.      | Adlan Bisultanov  | RUS  |
| 3.      | Cyrille Maret     | FRA  |
| 5.      | Karl-Richard Frey | GER  |
| 5.      | Toma Nikiforov    | BEL  |
| 7.      | Artem Bloshenko   | UKR  |
| 7.      | Elkhan Mammadov   | AZE  |

#### +100 kg
| Posició | Nom                  | País |
| ------- | -------------------- | ---- |
| 1.      | Teddy Riner          | FRA  |
| 2.      | Adam Okruashvili     | GEO  |
| 3.      | Andre Breitbarth     | GER  |
| 3.      | Marius Paskevicius   | LTU  |
| 5.      | Matjaz Ceraj         | SLO  |
| 5.      | Levani Matiashvili   | GEO  |
| 7.      | Stanislav Bondarenko | UKR  |
| 7.      | Roy Meyer            | NED  |

#### Equips
| Posició | Nom             | País |
| ------- | --------------- | ---- |
| 1.      | Geòrgia         | GEO  |
| 2.      | Rússia          | RUS  |
| 3.      | Alemanya        | GER  |
| 3.      | França          | FRA  |
| 5.      | República Txeca | CZE  |
| 5.      | Eslovènia       | SLO  |
| 7.      | Ucraïna         | UKR  |
| 7.      | Portugal        | POR  |

### Femenina

#### -48 kg
| Posició | Nom                  | País |
| ------- | -------------------- | ---- |
| 1.      | Éva Csernoviczki     | HUN  |
| 2.      | Amandine Buchard     | FRA  |
| 3.      | Maryna Cherniak      | UKR  |
| 3.      | Kristina Rumyantseva | RUS  |
| 5.      | Valentina Moscatt    | ITA  |
| 5.      | Amelie Rosseneu      | ISR  |
| 7.      | Sumeyye Akkus        | TUR  |
| 7.      | Julia Figueroa Pena  | ESP  |

#### -52 kg
| Posició | Nom                    | País |
| ------- | ---------------------- | ---- |
| 1.      | Majlinda Kelmendi      | KOS  |
| 2.      | Natalia Kuziutina      | RUS  |
| 3.      | Andreea Stefania Chitu | ROU  |
| 3.      | Gili Cohen             | ISR  |
| 5.      | Mareen Kraeh           | GER  |
| 5.      | Yulia Ryzhova          | RUS  |
| 7.      | Laura Gomez Ropinon    | ESP  |
| 7.      | Zhanna Stankevich      | ARM  |

#### -57 kg
| Posició | Nom                   | País |
| ------- | --------------------- | ---- |
| 1.      | Automne Pavia         | FRA  |
| 2.      | Miryam Roper          | GER  |
| 3.      | Sabrina Filzmoser     | AUT  |
| 3.      | Telma Monteiro        | POR  |
| 5.      | Corina Oana Caprioriu | ROU  |
| 5.      | Ivelina Ilieva        | BUL  |
| 7.      | Hedvig Karakas        | HUN  |
| 7.      | Irina Zabludina       | RUS  |

#### -63 kg
| Posició | Nom                    | País |
| ------- | ---------------------- | ---- |
| 1.      | Clarisse Agbegnenou    | FRA  |
| 2.      | Tina Trstenjak         | SLO  |
| 3.      | Agata Ozdoba           | POL  |
| 3.      | Anicka Van Emden       | NED  |
| 5.      | Hilde Drexler          | AUT  |
| 5.      | Edwige Gwend           | ITA  |
| 7.      | Martyna Trajdos        | GER  |
| 7.      | Kathrin Unterwurzacher | AUT  |

#### –70 kg
| Posició | Nom                   | País |
| ------- | --------------------- | ---- |
| 1.      | Kim Polling           | NED  |
| 2.      | Laura Vargas-Koch     | GER  |
| 3.      | Bernadette Graf       | AUT  |
| 3.      | Barbara Matić         | CRO  |
| 5.      | Maria Bernabeu Avomo  | ESP  |
| 5.      | Fanny Estelle Posvite | FRA  |
| 7.      | Sally Conway          | GBR  |
| 7.      | Juliane Robra         | SUI  |

#### -78 kg
| Posició | Nom                   | País |
| ------- | --------------------- | ---- |
| 1.      | Audrey Tcheumeo       | FRA  |
| 2.      | Marhinde Verkerk      | NED  |
| 3.      | Abigél Joó            | HUN  |
| 3.      | Lucie Louette Kanning | FRA  |
| 5.      | Luise Malzahn         | GER  |
| 5.      | Guusje Steenhuis      | NED  |
| 7.      | Anastasia Dmitrieva   | RUS  |
| 7.      | Ivana Maranic         | CRO  |

#### +78 kg
| Posició | Nom                | País |
| ------- | ------------------ | ---- |
| 1.      | Émilie Andéol      | FRA  |
| 2.      | Larisa Ceric       | BIH  |
| 3.      | Franziska Konitz   | GER  |
| 3.      | Jasmin Kuelbs      | GER  |
| 5.      | Sandra Jablonskytė | LTU  |
| 5.      | Maryna Slutskaya   | BLR  |
| 7.      | Gulsah Kocaturk    | TUR  |
| 7.      | Lucija Polavder    | SLO  |

#### Equips
| Posició | Nom                  | País |
| ------- | -------------------- | ---- |
| 1.      | França               | FRA  |
| 2.      | Alemanya             | GER  |
| 3.      | Polònia              | POL  |
| 3.      | Eslovènia            | SLO  |
| 5.      | Rússia               | RUS  |
| 5.      | Regne Unit           | GBR  |
| 7.      | Bòsnia i Hercegovina | BIH  |
| 7.      | Hongria              | HUN  |